# Citrus Bowl 2023
Match précédent Match suivant
Le Citrus Bowl 2023 est un match de football américain de niveau universitaire joué après la saison régulière de 2022, le 2 janvier 2023 au Camping World Stadium situé à Orlando dans l'État de Floride aux États-Unis. 
Il s'agit de la 77e édition du Citrus Bowl.
Le match met en présence l'équipe des Tigers de LSU issue de la Southeastern Conference et l'équipe des Boilermakers de Purdue issue de la Big Ten Conference.
Il débute à 13 h 8 locales (19 heures en France) et est retransmis à la télévision par ABC.
Sponsorisé par la société Kellogg's via sa filiale Cheez-It (en), le match est officiellement dénommé le 2023 Cheez-It Citrus Bowl. 
LSU remporte le match sur le score de 62 à 7. 

## Présentation du match
Il s'agit de la 1re rencontre entre les deux équipes.
| Équipes                                                                                         | Couleurs | Conférences | Entraîneurs              | Stats. saison rég. | Classements avant le bowl | Classements avant le bowl | Classements avant le bowl |
| ----------------------------------------------------------------------------------------------- | -------- | ----------- | ------------------------ | ------------------ | ------------------------- | ------------------------- | ------------------------- |
| Équipes                                                                                         | Couleurs | Conférences | Entraîneurs              | Stats. saison rég. | CFP                       | AP                        | Coaches                   |
| Tigers de LSU                                                                                   |          | SEC         | Brian Kelly (1re saison) | 9 - 4              | no 17                     | no 16                     | no 15                     |
| Boilermakers de Purdue                                                                          |          | B10         | Brian Brohm (intérim)    | 8 - 5              | NC                        | NC                        | NC                        |
| - Arbitre : Kevin Mar (Big 12) - Équipe donnée favorite par les bookmakers : LSU par 14½ points |          |             |                          |                    |                           |                           |                           |

### Tigers de LSU
Avec un bilan global en saison régulière de 9 victoires et 3 défaites (6-2 en matchs de conférence), Louisiana State est éligible et accepte l'invitation pour participer au Citrus Bowl 2023.
Ils terminent 1er de la Division West de la Southeastern Conference mais perdent ensuite la finale de conférence 30 à 50 jouée contre les #1 Bulldogs de la Géorgie et comptent ainsi un bilan de 9 victoires et 4 défaites avant le bowl.
À l'issue de la saison 2022 (bowl non compris), ils sont désignés no 17 au classement CFP, no 16 au classement AP et no 15 au classement Coaches.
Il s'agit de leur 6e participation au Citrus Bowl :
| Saisons | Dates            | Vainqueurs                             | Scores  | Finalistes                        | Bilan     |
| ------- | ---------------- | -------------------------------------- | ------- | --------------------------------- | --------- |
| 1979    | 22 décembre 1979 | LSU                                    | 34 - 10 | Demon Deacons de Wake Forest      | V : 1 - 0 |
| 2004    | 1er janvier 2005 | #11 Hawkeyes de l'Iowa                 | 30 - 25 | #12 LSU Tigers                    | D : 1 - 1 |
| 2009    | 1er janvier 2010 | Nittany Lions de Penn State            | 19 - 17 | LSU                               | D : 1 - 2 |
| 2016    | 31 décembre 2016 | #20 LSU (7–4)                          | 29 - 09 | #13 Cardinals de Louisville (9–3) | V : 2 - 2 |
| 2017    | 1er janvier 2018 | #15 Fighting Irish de Notre Dame (9-3) | 21 - 17 | #17 LSU (9-3)                     | D : 2 - 3 |

| Logo     | Postes                                            | Joueurs                                           | Statistiques                                                      |
| -------- | ------------------------------------------------- | ------------------------------------------------- | ----------------------------------------------------------------- |
|          | Quarterback                                       | Jayden Daniels                                    | 254/371 passes réussies pour 2 774 yards, 16 TDs, 3 interceptions |
| Coureur  | Jayden Daniels                                    | 180 courses pour 818 yards nets gagnés et 11 TDs  |                                                                   |
| Receveur | Malik Nabers                                      | 63 réceptions pour 854 yards et 2 TDs             |                                                                   |
| Effectif | Listing et statistiques du roster 2022 des Tigers | Listing et statistiques du roster 2022 des Tigers |                                                                   |

### Boilermakers de Purdue
Avec un bilan global en saison régulière de 8 victoires et 4 défaites (6-3 en matchs de conférence), Purdue est éligible et accepte l'invitation pour participer au Citrus Bowl 2023.
Ils terminent 1er de la Division Wesr de la Big Ten Conference mais perdent ensuite la finale de conférence 22 à 43 jouée contre les #2 Wolverines du Michigan et comptent ainsi un bilan de 8 victoires et 5 défaites avant le bowl.
À l'issue de la saison 2022 (bowl non compris), ils n'apparaissent pas dans les classements CFP, AP et Coaches. 
Il s'agit de leur 2e participation au Citrus Bowl :
| Saisons | Dates            | Vainqueurs                 | Scores   | Finalistes | Bilan     |
| ------- | ---------------- | -------------------------- | -------- | ---------- | --------- |
| 2003    | 1er janvier 2004 | #11 Bulldogs de la Géorgie | 34 ET 27 | #12 Purdue | D : 0 - 1 |

| Logo     | Postes                                                  | Joueurs                                                 | Statistiques                                                       |
| -------- | ------------------------------------------------------- | ------------------------------------------------------- | ------------------------------------------------------------------ |
|          | Quarterback                                             | Aidan O'Connell                                         | 320/499 passes réussies pour 3 490 yards, 22 TDs, 13 interceptions |
| Coureur  | Devin Mockobee                                          | 182 courses pour 920 yards nets gagnés et 9 TDs         |                                                                    |
| Receveur | Charlie Jones                                           | 110 réceptions pour 1 361 yards et 12 TDs               |                                                                    |
| Effectif | Listing et statistiques du roster 2022 des Boilermakers | Listing et statistiques du roster 2022 des Boilermakers |                                                                    |